# Атлетас
«Атле́тас» (лит. Kauno futbolo klubas Atletas) — литовский футбольный клуб. Базируется в городе Каунас.

## История команды
Клуб был основан в 1948 году под названием ККИ. В дальнейшем носил названия «Атлетас», «Витис», «Вольмета», ЛККА. В 2005 году клуб был преобразован и переименован в «ЛККА ир Теледема». Нынешнее название клубу возвращено в 2010 году.
В 1962 и 1970 годах клуб становился чемпионом Литовской ССР, в 1959 году занимал второе место в турнире, в том же 1959 году стал обладателем Кубка Литовской ССР.
В А лиге клуб дебютировал в 2009 году, и занял в том сезоне 7-е место. В сезоне 2010 года, клуб занял предпоследнее 10-е место и вылетел в Первую лигу. В розыгрыше Кубка Литвы «Атлетас» добился наивысшего успеха в сезоне 1994/95, когда стал четвертьфиналистом.

## Предыдущие названия
- 1948—1962 «ККИ»
- 1962—1990 «Атлетас»
- 1990—1994 «Витис»
- 1994—1996 «Вольмета» («Вольмета-ККИ»)
- 1996—2003 «Атлетас»
- 2003—2004 «ЛККА-Атлетас»
- 2004 «ЛККА»
- 2005—2010 «ЛККА ир Теледема»
- с 2010 «Атлетас»

## История выступлений за последние годы
| Год  | Лига   | Место | Кубок |
| ---- | ------ | ----- | ----- |
| 2003 | I лига | 9     | —     |
| 2004 | I лига | 12    | —     |
| 2005 | I лига | 7     | —     |
| 2006 | I лига | 6     | —     |
| 2007 | I лига | 7     | 1/32  |
| 2008 | I лига | 8     | 1/16  |
| 2009 | А-лига | 7     | 1/8   |
| 2010 | А-лига | 10    | 1/8   |